# Anisoplia insolita
Anisoplia insolita är en skalbaggsart som beskrevs av Baraud 1991. Anisoplia insolita ingår i släktet Anisoplia och familjen Rutelidae. Inga underarter finns listade i Catalogue of Life.